# Anka Mrak-Taritaš
Anka Mrak-Taritaš (ur. 24 listopada 1959 w Bjelovarze) – chorwacka polityk, architekt i urzędnik państwowy, deputowana, w latach 2012–2016 minister budownictwa.

## Życiorys
Absolwentka architektury na Uniwersytecie w Zagrzebiu (1983). Początkowo pracowała m.in. przy projektach dla szpitala uniwersyteckiego w Zagrzebiu, od 1984 do 1992 zatrudniona w komitecie planowania i budownictwa dzielnicy Trnje. Następnie do 2003 była konsultantem w ministerstwie ochrony środowiska, planowania przestrzennego i budownictwa, zaś w latach 2003–2005 kierowała instytutem planowania przestrzennego i ochrony środowiska w Zagrzebiu. W 2005 powróciła do ministerstwa jako dyrektor departamentu.
Zaangażowała się w działalność polityczną w ramach Chorwackiej Partii Ludowej – Liberalnych Demokratów. W grudniu 2011 została powołana na wiceministra budownictwa i planowania przestrzennego w rządzie Zorana Milanovicia. 16 listopada 2012 stanęła na czele tego resortu, zastępując Ivana Vrdoljaka, który przeszedł na urząd ministra gospodarki. Była inicjatorką zmian w prawie, które umożliwiły przeprowadzenie około 100 tys. postępowań o zalegalizowanie budynków postawionych bez pozwoleń na budowę lub wbrew ich warunkom.
W wyborach w 2015 uzyskała mandat posłanki do Zgromadzenia Chorwackiego, 22 stycznia 2016 zakończyła pełnienie funkcji ministra. W przedterminowych wyborach w 2016 z powodzeniem ubiegała się o poselską reelekcję.
W 2017 kandydowała na stanowisko burmistrza, przegrywając w drugiej turze z Milanem Bandiciem. W 2017 po wejściu HNS w koalicję z HDZ opuściła swoje ugrupowanie. Niedługo potem wraz z innymi rozłamowcami z HNS założyła nowe ugrupowania o nazwie Građansko-liberalni savez, którego została przewodniczącą. W 2020 i 2024 wybierana na kolejne kadencje chorwackiego parlamentu z ramienia koalicji skupionej wokół socjaldemokratów.